# Рой, Соуменду
Соуменду Рой (бенг. সৌমেন্দু রায়; 7 февраля 1933, Калькутта, Британская Индия — 27 сентября 2023, Калькутта) — индийский кинооператор. Четырёхкратный лауреат Национальной кинопремии. Был оператором Сатьяджита Рая в 21 фильме.

## Биография
Рой родился 7 февраля 1932 года в Калькутте в семье Гарги и Канака Кумара Роя. Его отец и старший брат Сухенду Рой были известны как переводчики, отец перевёл Бхагавад-гиту на бенгальский, а брат — сборник сказок «Тхакурмар джхули» на английский.
Соуменду провёл первые годы жизни в Дхарамджайгархе (тогда в Мадхья-Прадеш, ныне в Чхаттисгархе), где его отец управлял юридическими вопросами от имени овдовевшей княгини Гопинатх Кумари. В 1942 году семья вернулась в Калькутту. Здесь он увлёкся фотографией, сначала наблюдая за тем, как обращается с фотоаппаратом его старший брат, затем учась проявке плёнки в фотостудии, где работал брат его друга. С этим же другом Рой впервые попал на съёмки фильма. Незадолго до поступления в колледж решил связать карьеру с кино.
Тем не менее он смог сделать первые шаги к своей мечте только в 1953—1954 годах, когда его родственница вышла замуж за двоюродного брата режиссёра Хиранмоя Сена, и тот согласился взять нового родственника в качестве помощника своего оператора Рамананды Сенгупты. В течение следующих трёх-четырёх месяцев Рой помогал различным операторам Technicians’ Studio с объективами, видоискателем, загрузкой и проявкой плёнки и переносил тяжёлую Mitchell Camera.
В качестве смотрителя кинокамеры он присутствовал на съёмках дебютного фильма Сатьяджита Рая — «Песнь дороги» (1955), оператором в котором был Субатра Митра. Впоследствии Рой помогал ему в большинстве последующих фильмов Рая. В 1961 году, когда у Митры возникли проблемы со зрением, режиссёр попросил Соуменду самого встать за камеру в документальном фильме о Рабиндранате Тагоре и снятой по его произведениям антологии «Три дочери». В дальнейшем Рой работал над 21 фильмом Рая, включая 15 полнометражных. В последний раз они сотрудничали в картине «Дом и мир» (1984). Дальнейший разрыв отношений связывали с конфликтом с сыном режиссёра Сандипом, хотя сам оператор объясняет его тем, что подписал контракт на съёмки четырёх тамильских фильмов и был слишком занят.
Другими режиссёрами, с которыми работал Рой, были Тарун Маджумдар — в Palatak (1963), Alor Pipasa (1965), Balika Badhu (1967) и Kuheli (1971); М. С. Сатхью — в документальном фильме «Ислам в Индии» (1985); Тапан Синха — в «Смерть одного доктора» (1991) и Wheel Chair (1994); и Буддхадеб Дасгупта — в «Убежище для птиц» (1993).
Рой трижды становился лауреатом Национальной кинопремии за лучшую операторскую работу, все три раза с фильмами Сатьяджита Рая: «Отдалённый гром» (1973), «Золотая крепость» (1974) и «Шахматисты» (1977). Он также получил одну награду в категории документального кино за фильм Раджи Сена о Сучитре Митре в 1993 году. Помимо этого на его счету кинопремия штата Тамил-Наду за фильм Kann Sivanthaal Mann Sivakkum.
Рой завершил карьеру оператора в 2000 году, но продолжал распространять свои знания и опыт, ведя уроки киносъёмки в различных учебных заведениях.
Так и не заведя семьи, он скончался в своём доме в Калькутте 27 сентября 2023 года в возрасте 90 лет.